# Izi-ezaa-ikwo-mgbo
L'izi-ezaa-ikwo-mgbo és una llengua igbo que es parla al sud-est de Nigèria, a Igboland. Es parla als estats d'Ebonyi, Cross River i de Benue. Les quatre denominacions de la llengua responen a quatre variants dialectals llistades independentment a l'ethnologue i que es poden relacionar amb quatre grups ètnics: els ezaas, els ikwos, els izzis i els mgbos.
L'izi-ezaa-ikwo-mgbo és una llengua del grup lingüístic de les llengües igbos, que són de la família lingüística de les llengües Benué-Congo. Les altres llengües del mateix grup lingüístic, a banda de les quatre variants dialectals de la mateixa són: l'igbo, l'ika, l'ikwere, l'mgbolizhia, l'ogbah i l'ukwuani-aboh-ndoni.
L'izi-ezaa-ikwo-mgbo té l'estatus de llengua desenvolupada (5); està estandarditzada i el seu ús és vigorós i es parla a totes les edats i generacions. S'ensenya en escoles de primària, té gramàtica i hi ha la Bíblia traduïda (2002-05). S'escriu en alfabet llatí des del 1980 i s'escriu en braille. Hi ha ortografies diferents per l'izii i l'mgbo i per l'ezaa i l'ikwo.